# Градски стадион Коимбра
Градски стадион Коимбра (порт. Estádio Cidade de Coimbra) је стадион у Коимбри у Португалији. Овај стадион припада општини Коимбра и углавном га користи фудбалски тим Академије де Коимбра.
Стадион је реконструисан, проширен и модернизован како би био домаћин неких утакмица УЕФА Еура 2004. Далеко изван самог спортског стадиона, сав пројекат, назван Евро Стадиом Пројекат, укључивао је могућност организовања спортских, културних и комерцијалних догађаја, модернизацијом читаве области Калхабе у Коимбри.
Дана 29. октобра 2003, Ацадемика де Коимбра је играла код куће против Спорт Лисабон Бенфике у првој званичној утакмици на преуређеном стадиону.

## Карактеристике
Дизајн стадиона не укључује никакве историјске или традиционалне референце, јер је идеја била да се створи нова, савремена слика са стакленим фасадама и естетским кровом подржаним елегантним штандовима. Постојећа атлетска стаза је сачувана за могућу употребу као вишенаменски објекат у будућности. Стадион је дизајнирала португалијска архитектонска фирма Пларк у сарадњи са КСС Дизајн Груп оф Лондон. Тим Пларка предводио је архитекта Антонио Монтеиро.
Стадион има 29.622 седишта, од којих је две трећине покривено. Комплекс има велики прес центар, бар, кухиње и ресторан са панорамским погледом на терен. Пројекат стадиона искористио је предност старих седишта: од близу 15.000 (сва седећа), подразумевало је планирано преуређење спрата који се протеже по целом периметру претходних трибина, и другог нивоа изнад њега, у виду латиничног слова „У“, отвара се на обронке града на северном крају.
У околини су изграђени вишенаменски павиљон, олимпијски базени, здравствени клуб, теретана, канцеларије и гарсоњере. Алма Схопинг, центар за куповину и разоноду изграђен у близини стадиона, укључује биоскопе, подземни паркинг, ресторане и неколико малопродајних објеката.

## Европско првенство 2004.
Стадион је био домаћин две утакмице из Групе Б : Енглеска 3 : 0 Швајцарска и Швајцарска 1: 3  Француска. Занимљиво је да је у оба меча рекорд за најмлађег стрелца Европског првенства оборен, прво Вејн Руни, а затим Џонатан Вонлантен.
| Датум         | Екипа #1   | Резултат | Екипа #2   | Фаза    |
| ------------- | ---------- | -------- | ---------- | ------- |
| 17. јун 2004. | Енглеска   | 3 : 0    | Швајцарска | Група Б |
| 21. јун 2004. | Швајцарска | 1 : 3    | Француска  | Група Б |

### Фудбалска репрезентација Португалије
Следеће утакмице репрезентација су одржане на стадиону, како у старом тако и у реновираном облику.
| #  | Датум              | Резултат | Противник   | Такмичење                 |
| -- | ------------------ | -------- | ----------- | ------------------------- |
| 1. | 13. април 1983.    | 0 : 0    | Мађарска    | Пријатељска               |
| 2. | 8. јун 1983.       | 0 : 4    | Бразил      | Пријатељска               |
| 3. | 9. јун 1999.       | 8 : 0    | Лихтенштајн | Квалификације за ЕП 2000. |
| 4. | 28. април 2004.    | 2 : 2    | Шведска     | Пријатељска               |
| 5. | 12. новембар 2005. | 2 : 0    | Хрватска    | Пријатељска               |
| 6. | 15. новембар 2006. | 3 : 0    | Казахстан   | Квалификације за ЕП 2008. |
| 7. | 3. март 2010.      | 2 : 0    | Кина        | Пријатељска               |
| 8. | 15. октобар 2013.  | 3 : 0    | Луксембург  | Квалификације за СП 2014. |